# Anke Harnack

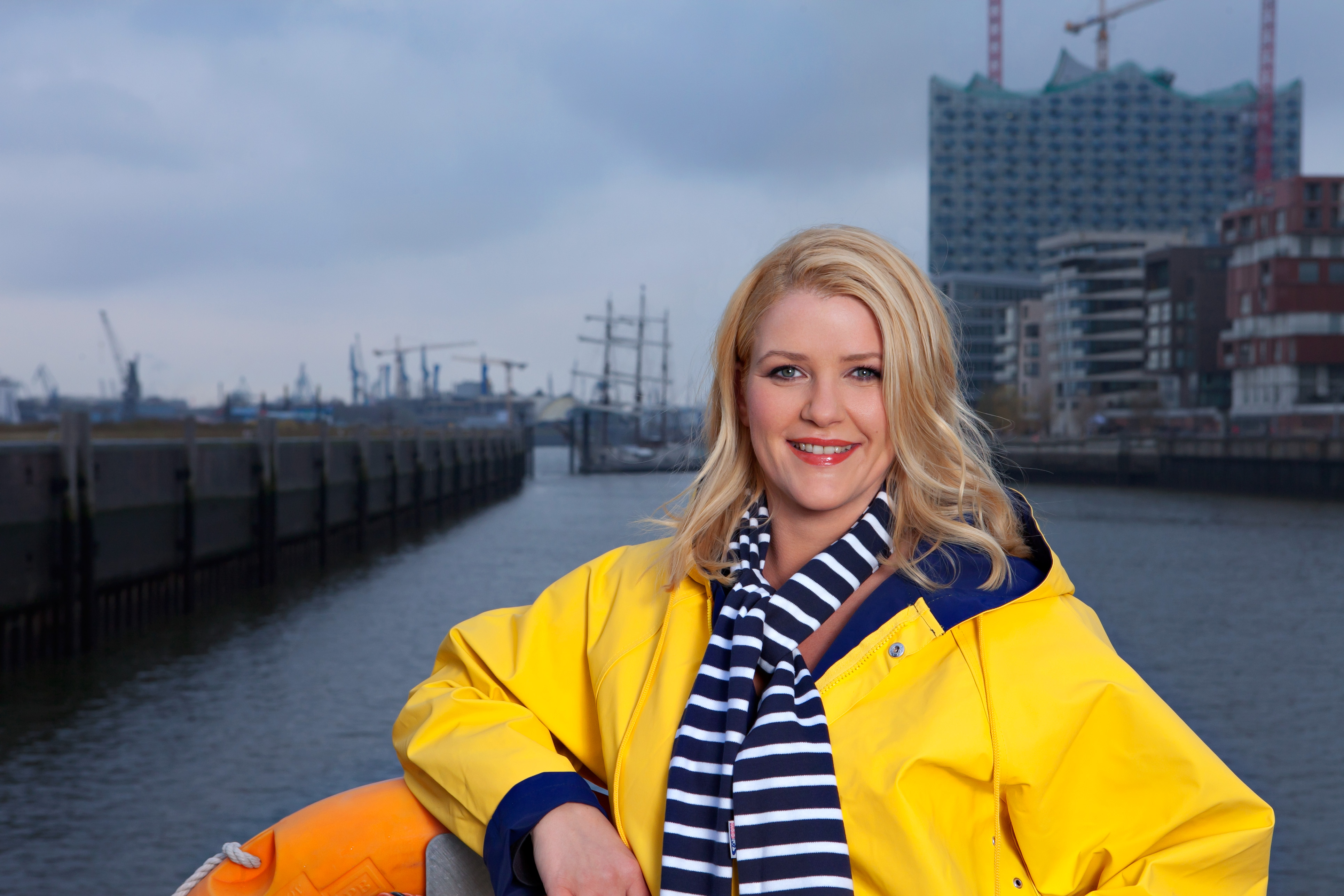
Anke Harnack (Dezember 2012)

Anke Harnack (* 9. August 1979 in Bergen auf Rügen, DDR) ist eine deutsche Journalistin, Moderatorin und Reporterin.

## Leben und Wirken
Nach dem Abitur machte sie ein Volontariat beim privaten Rundfunksender Antenne MV und studierte Wirtschaftsrecht. Seit dem Jahr 2000 arbeitete sie als freie Mitarbeiterin beim Norddeutschen Rundfunk. Dort war sie als Reporterin und Moderatorin tätig: unter anderem im NDR Fernsehen für das Nordmagazin, das Hamburg Journal und Mein Nachmittag. Im Hörfunk war sie u. a. für NDR 1 Radio MV, NDR 2 und NDR 90,3 tätig. Harnack präsentierte darüber hinaus zahlreiche Bühnenshows, z. B. von 2012 bis 2019 die NDR Sommertour in Hamburg und berichtete am 11. Januar 2017 im NDR Fernsehen von der Eröffnung der Elbphilharmonie in Hamburg. In der im Januar 2015 erstmals gesendeten Folge Die Teufelsinsel der Fernsehserie Morden im Norden spielte sie eine Gastrolle als Reporterin.
Seit 2013 ist Anke Harnack die Stimme der Hamburger Hochbahn für die Ansage der Haltestellen.
Am 22. Februar 2019 vertrat sie Barbara Schöneberger bei der NDR Talk Show, weil Schöneberger am gleichen Abend Unser Lied für Israel, den deutschen Vorentscheid zum Eurovision Song Contest 2019 im Ersten moderierte.
Zum 30. Oktober 2019 kündigte Anke Harnack ihren Rahmenvertrag mit dem NDR und beendete ihre Zusammenarbeit mit dem Sender.
Harnack fungierte 2020 als ehrenamtliche Bo(o)tschafterin der Deutschen Gesellschaft zur Rettung Schiffbrüchiger.
Anke Harnack ist heute Vorstandsmitglied der Stiftung St. Michaelis.

## Privates
Anke Harnack heiratete am 1. April 2016 ihren Lebenspartner Tim, einen Unternehmensberater aus Westfalen. An Weihnachten 2017 brachte sie im Albertinen Krankenhaus in Schnelsen einen Sohn zur Welt.